# 中村郵便局
中村郵便局（なかむらゆうびんきょく）
- 愛知県名古屋市中村区にある郵便局。本記事で記述する。
- 新潟県新潟市秋葉区にある郵便局。局番号は12228。
- 島根県隠岐郡隠岐の島町にある郵便局。局番号は53099。

中村郵便局（なかむらゆうびんきょく）は、愛知県名古屋市中村区大宮町3-47にある郵便局。民営化前の分類では集配普通郵便局であった。

## 概要
所在地：〒453-8799 愛知県名古屋市中村区大宮町3-47

### 併設施設
- ゆうちょ銀行中村店（名古屋支店中村出張所）：取扱店番号213400

### 分室
分室はなし。過去に存在した分室は以下のとおり。
- 柳橋分室 - 1952年（昭和27年）に名古屋中央郵便局に移管された。（その後、2012年（平成24年）10月9日に廃止）

## 沿革
- 1937年（昭和12年）10月1日 - 中村区下中村町に二等郵便局として開局[1]。
- 1952年（昭和27年）9月1日 - 柳橋分室を名古屋中央郵便局の所属に変更[2]。
- 1997年（平成9年）6月23日 - 外国通貨の両替および旅行小切手の売買に関する業務取扱を開始。
- 2007年（平成19年）10月1日 - 民営化に伴い、併設された郵便事業中村支店、ゆうちょ銀行中村店に一部業務を移管。
- 2012年（平成24年）10月1日 - 日本郵便株式会社発足に伴い、郵便事業中村支店を中村郵便局に統合。

## 取扱内容

### 中村郵便局
- 郵便、印紙、ゆうパック、内容証明
- 生命保険、バイク自賠責保険、自動車保険、がん保険、引受条件緩和型医療保険
- 地方公共団体事務（名古屋市バス・電車利用券等の交付）
- 「453-00xx」「453-08xx」区域（名古屋市中村区（名駅（の一部）、名駅南、笹島町、下広井町、那古野、西日置、松重町を除く[3]））の集配業務
- ゆうゆう窓口

### ゆうちょ銀行中村店
- 貯金、貸付、為替、振替、振込、国際送金、外貨両替、トラベラーズチェック、国債、投資信託、変額年金保険
- ATM

## 周辺
- 名古屋市中村区役所
- 名古屋第一赤十字病院（通称：中村日赤）

## アクセス
- 名古屋市営地下鉄東山線 中村公園駅から徒歩で約12分、名古屋市営地下鉄桜通線 太閤通駅から徒歩で約13分。
- 名古屋市営バス「大宮町」停留所下車。
- 名古屋高速5号万場線 烏森出入口から北へ約1.5km。
- 駐車場あり：全40台